# Tafenoquin
Tafenoquin (WR-238605) ist ein Antimalariamittel. Es handelt sich um eine Weiterentwicklung des 8-Aminochinolins Primaquin durch das Walter Reed Army Institute of Research (WRAIR) der United States Army. Das Medikament weist eine vergleichsweise lange Plasmahalbwertszeit auf. Tafenoquin ist wirksam gegen Gewebs- und Blutschizonten. Aus diesen Gründen ist es zur Malariaprophylaxe sowie zur Behandlung von Rezidiven durch Malaria Tertiana geeignet. In den USA und in Australien erhielten mehrere Tafenoquin-Produkte zwischen Juli und September 2018 die Marktzulassung. Hingegen ist eine Zulassung in Europa laut Angaben der Deutschen Gesellschaft für Tropenmedizin und Internationale Gesundheit e. V. vorerst nicht zu erwarten.

## Kontroverse
Aufgrund der potenziellen Neurotoxizität von 8-Aminochinolinen ist die Zulassung von Tafenoquin umstritten. So wurde die Notwendigkeit besonders sorgfältiger Tests vor einer möglichen Einführung des Medikaments betont. Den Herstellern und der US-Armee nahestehende Forschung bezweifelt hingegen die Neurotoxizität von Tafenoquin in der zugelassenen Dosis.
In Australien erfahren Studien zu Tafenoquin und Mefloquin, die an Angehörigen der australischen Streitkräfte durchgeführt wurden, seit 2015 aus ethischen Gründen massive Kritik in den Medien. Der australische Senat setzte 2018 eine Untersuchung zu den von Teilnehmern vermeldeten Gesundheitsschäden ein. Im Abschlussbericht, der im Dezember des gleichen Jahres veröffentlicht wurde, wird festgestellt, dass ihre Symptome authentisch sind, ohne sich eindeutig zur Ursache zu äußern. Veteranen zeigten sich hierüber in der Presse überwiegend enttäuscht.
Da Tafenoquin bei Patienten mit Glucose-6-phosphat-Dehydrogenase-Mangel (G6PD-Mangel) kontraindiziert ist, werden darüber hinaus Einschränkungen bei der praktischen Einsatzfähigkeit des Medikaments zur Malariaprophylaxe diskutiert.

## Stereochemie
Tafenoquin enthält ein Stereozentrum und besteht aus zwei Enantiomeren. Hierbei handelt es sich um ein 1:1-Stoffgemisch (Racemat) von (R)- und (S)-Form:
| Enantiomere von Tafenoquin | Enantiomere von Tafenoquin |
| -------------------------- | -------------------------- |
| (R)-Form                   | (S)-Form                   |